# Hans Fritzsche
Hans Georg Fritzsche (ur. 21 kwietnia 1900 w Bochum, zm. 27 września 1953 w Kolonii) – dziennikarz, komentator radiowy, dyrektor wydziału radiowego ministerstwa propagandy i oświecenia publicznego. Bliski współpracownik Josepha Goebbelsa.
Jako szeregowy Armii Cesarstwa Niemieckiego walczył od 1917 w I wojnie światowej. Po wojnie wstąpił na uniwersytet w Berlinie, gdzie studiował historię i ekonomię polityczną. Od 1933 należał do NSDAP i pracował w ministerstwie propagandy. 4 maja 1945 w małej miejscowości między Berlinem a Bernau rozpoznał ciało Goebbelsa (wraz z nim były tam zwłoki jego sześciorga dzieci i żony Magdy). Po wojnie sądzony przez Międzynarodowy Trybunał Wojskowy w Norymberdze. Po odczytaniu aktu oskarżenia powiedział, iż jest: „W stosunku do tego oskarżenia – nie winien”. W wyroku z 1 października 1946 został uniewinniony ze względu na brak jego bezpośredniego udziału w zbrodniach wojennych.
Sąd niemiecki skazał go w 1947 na obóz pracy (9 lat), który opuścił w 1950 (dobre sprawowanie).
Zmarł w 1953 na raka jądra.